# Галерея Пфорцхайма
Галерея Пфорцхайма (нем. Pforzheim Galerie) — художественная галерея в баден-вюртембергском городе Пфорцхайм, специализирующаяся на региональном искусстве: проводит четыре-пять выставок в год. Находясь в здании, построенном в стиле модерн — в котором до 1978 года располагалась ювелирная компания «Kollmar & Jourdan» — имеет в своём распоряжении 800 квадратных метров выставочного пространства. В этом же здании расположен и Технический музей ювелирной и часовой промышленности Пфорцхайма.